# Calciumwaterstofcarbonaat
Calciumwaterstofcarbonaat of calciumbicarbonaat (Ca(HCO3)2), slaat op een stof die enkel bestaat in waterige oplossing met ionen van calcium (Ca2+), opgelost kooldioxide (CO2), waterstofcarbonaat (HCO3−) en carbonaat (CO32−). De concentraties hangen af van de zuurgraad: waterstofcarbonaat overheerst bij een pH tussen 6,36 en 10,25 in water.
Water neemt in contact met de lucht kooldioxide op. Als dit water langs rotsen en afzettingen stroomt, neemt het ernaast metaalionen uit op, vooral calcium en magnesium. Al het water in rivieren, meren en bronnen bevat daarom waterstofcarbonaten. Dit is zogenaamd hard water. In buizen en ketels ontwijkt kooldioxide en zetten de waterstofcarbonaten zich af als de onoplosbare carbonaten, het zogenaamde ketelsteen. Met zeep vormen de waterstofcarbonaten het skaam.
Calciumwaterstofcarbonaat kan niet als vaste stof uitkristalliseren door verhitting. Er vormt zich dan namelijk  calciumcarbonaat:
{\displaystyle {\ce {Ca(HCO3)2 (aq) -> CO2 (g) + H2O (l) + CaCO3 (s)}}}
De reactie hierboven verklaart ook de vorming van stalactieten en stalagmieten in grotten.

## Voedingsadditief
Calciumwaterstofcarbonaat kan als een kleurstof gebruikt worden. Bij verhitting kristalliseert het uit tot calciumcarbonaat, een mineraal met een grijswit pigment wat gebruikt wordt bij oppervlaktekleuring. Calciumwaterstofcarbonaat was tot 2004 binnen de Europese Unie een toegestane voedingskleurstof en kreeg daarvoor het E-nummer E170(ii) toegekend. Omdat calciumwaterstofcarbonaat niet meer werd gebruikt door de industrie, werd de stof in 2004 niet langer toegestaan als een voedingsadditief binnen de Europese Unie.